# Tema cibirreota
El tema cibirreota, o más apropiadamente el tema de los cibirreotas (en griego antiguo: θέμα Κιβυρραιωτῶν), fue un tema bizantino que comprendía la costa meridional de Asia Menor entre principios del siglo viii y finales del siglo xii. Como primer y más importante thema naval del Imperio (en griego: θέμα ναυτικόν), su labor era principalmente la de proporcionar barcos y tripulaciones para la armada bizantina.

## Historia
Los cibirreotas (Κιβυρραιῶται, «hombres de Cibirra») debían su nombre a la ciudad de Cibirra, pero no está claro si se refería a Cibirra la Mayor en Caria o a Cibirra la Menor en Panfilia. La unidad aparece por primera vez en las fuentes durante la expedición contra Cartago en 698, cuando se nos relata la revuelta liderada en la flota por Apsimar, «drungario de los cibirreotas», quien consiguió proclamarse emperador como Tiberio III (r. 698-705). Por aquellos tiempos, los cibirreotas estaban subordinados al gran cuerpo de marina de los karabisianoi.
Tras la disolución de los carabisianos (la fecha exacta se debate entre c. 719-720 y hacia 727), los cibirreotas fueron constituidos como un tema regular, con su estratego al mando atestiguado por vez primera en 731-732. Hasta el siglo ix, cuando los temas del mar Egeo y Samos fueron ascendidos desde el rango de comando encabezado por un drungario, el tema cibirreota sería el único con asignaciones navales del Imperio bizantino.
La demarcación comprendía la costa meridional de Asia Menor (actual Turquía), desde el sur de Mileto (que pertenecía al tema tracesiano) hasta los confines de la frontera árabe en Cilicia, incluyendo las antiguas provincias romanas de Caria, Licia, Panfilia y porciones de Isauria, así como el archipiélago del Dodecaneso. Su posición geográfica lo convirtió en un tema en primera línea frente a los ataques de las escuadras musulmanas del Levante y Egipto, y en consecuencia los cibirreotas jugaron un importante papel en el aspecto naval de las guerras árabo-bizantinas. La tierra, que era conocida por su fertilidad, sufrió las frecuentes y devastadoras incursiones árabes, que despoblaron en gran medida el territorio a excepción de las ciudades fortificadas y las bases navales.

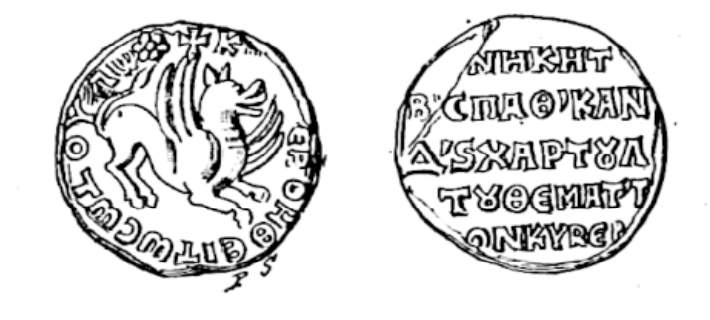
Sello de Nicetas, spatharokandidatos y cartulario de los cibirreotas (siglos X-XI).

La sede del estratego fue con toda probabilidad Atalea. Este oficial recibía un salario anual de 10 libras de oro, y su clasificación general en la jerarquía imperial era relativamente baja, aunque superior a la de cualquier otro comandante naval: vigésimo quinto en el Taktikon Uspensky de 842-843, desplomándose hasta el quincuagésimo quinto en el Taktikon de El Escorial de 971-975. Al igual que sus otros homólogos, el tema cibirreota se dividía en drungos y turmas, y poseía la gama completa de posiciones administrativas temáticas típicas. Entre los subalternos más importantes del estratego se encontraba el ek prosopou imperial de Sileo, los drungarios de Atalea y Cos y el catapán que capitaneaba a los mardaítas del tema. Estos eran los descendientes de varios miles de personas transferidas desde la zona del Líbano y asentadas allí por el emperador Justiniano II en la década de 680 para que proveyesen de tripulaciones e infantería de marina a su armada. A principios del siglo ix, la flota temática de los cibirreotas estaba compuesta por 70 naves; y durante la expedición a Creta de 911, el tema cibirreota aportó 31 barcos de guerra —15 grandes dromones y 16 pamphyloi de tamaño medio— con 6000 remeros y 760 infantes de marina.
Alrededor de la mitad del siglo xi, con la amenaza naval musulmana mitigándose, las flotas provinciales bizantinas iniciaron un precipitado declive: la flota de los cibirreotas es mencionada por última vez en el rechazo de una incursión rus' en 1043, convirtiéndose el tema en una provincia puramente civil, administrada por un krites y posteriormente por un doux. La mayor parte del distrito se perdió ante los turcos selyúcidas después de 1071, y fue parcialmente recuperado en época de Alejo I Comneno. El remanente del thema fue finalmente abolido por Manuel I Comneno, y el territorio restante en Caria supeditado al tema de Milasa y Melanudio.